# Казе Алувионати (Венеција)
Казе Алувионати (итал. Case Alluvionati) је насеље у Италији у округу Венеција, региону Венето.
Према процени из 2011. у насељу је живело 52 становника. Насеље се налази на надморској висини од -2 м.